# Eulma
Eulma là một đô thị thuộc tỉnh Annaba, Algérie. Dân số thời điểm năm 2002 là 8.711 người.